# Siero
Siero é um concelho (município) da Espanha, na província e Principado das Astúrias. Tem 211,23 km² de área e em 2019 tinha 51 667 habitantes (densidade: 244,6 hab./km²). Limita com os municípios de Gijón, Villaviciosa, Nava, Sariego, Bimenes, Langreo, San Martín del Rey Aurelio, Oviedo e Llanera.